# Dorothea (album)
Dorothea was het tweede  album van het Belgische trio Laïs.
Het album verbleef 48 weken - van 25 november 2000 tot 6 september 2003 - in de album top 50 en piekte op de zevende plaats.

## Tracklist[2]
1. Doran
2. Belle
3. (Houd uw) Kanneke
4. Benedetta
5. Tina Vieri
6. Le Renard et la Belette
7. Les douze mois
8. De Valse Zeeman
9. Marider
10. Comme au Sein de la Nuit
11. Dorothea
12. Klaas
13. De Wanhoop
14. Hidden Track

Op een limited edition uit 2001 verschenen daarnaast:
- Dorothea (single mix)
- Dorothea (Buscemi remix)
- Le Grand Vent
- Marider (Live in Bourla, Antwerpen)

## Meewerkende artiesten
- Producer
  - Fritz Sundermann

- Muzikanten
  - Annelies Brosens (zang)
  - Bart De Cock (nyckelharpa)
  - Bart De Nolf (basgitaar, contrabas)
  - François Verrue (basgitaar)
  - Fritz Sundermann (gitaar, harmonium, mandolinecello)
  - Hans Quaghebeur (accordeon, draailier, fijfer)
  - Jorunn Bauweraerts (zang)
  - Ludo Vandeau (zang)
  - Michel Seba (percussie)
  - Nathalie Delcroix (zang)
  - Ron Reuman (drums, percussie, programmatie)